# 닥나무
닥나무(학명: Broussonetia kazinoki)는 장미목 뽕나무과에 속하는 나무의 일종이다. 낙엽이 지는 활엽교목으로서, 잎은 어린 나무에서는 깊이 갈라지며, 늙은 나무에서는 작은 달걀 모양이다. 암수한그루로서, 봄에 잎이 나면서 동시에 꽃이 핀다. 꽃은 이삭을 이루면서 잎겨드랑이에서 나는데, 수꽃이삭은 타원형이며, 그 위에 달리는 암꽃이삭은 공 모양이다. 열매는 뱀딸기 비슷한 공 모양의 핵과로 9월경에 익는다. 주로 산기슭 양지 쪽에서 자생하는데 근래에는 많이 재배되고 있다. 나무껍질은 대한민국, 중국, 일본 등에서 종이를 만드는 재료가 되며, 열매는 '저실' 또는 '구수자'라고 하여 약재로 쓰이고, 어린 잎은 먹기도 한다.

## 같이 보기
- 한국닥나무협회